# Drymeia sibirica
Drymeia sibirica är en tvåvingeart som först beskrevs av Willi Hennig 1962.  Drymeia sibirica ingår i släktet Drymeia och familjen husflugor. Inga underarter finns listade i Catalogue of Life.